# Stupeň (geologie)
Stupeň (angl. stage) je v geologické historii Země celosvětově užívaný název nejnižší geologické jednotky ve chronostratigrafii. V geochronologii jí odpovídá jednotka věk (angl. age), která představuje absolutní časový interval a obvykle se jedná o časová rozpětí od stovek tisíců, po miliony let, vzácně více než deset milionů let.

## Definice
Stupeň je primárně definován výskytem určitých druhů fosilií (biostratigrafie) nebo konzistentní magnetickou polaritou (paleomagnetismus) v horninách. Obvykle se používá jeden nebo více nálezů fosilií, které se nacházejí po celém světě, jsou snadno rozpoznatelné a jejich výskyt se omezuje na jeden nebo několik stupňů. Pozice chronostratigrafické jednotky je v hierarchické stupnici určena vztahem mezi její horní a spodní hranici. Dolní hranice (báze) stupně je určena v GSSP (Global Boundary Stratigraphy Section and Point). Je to buď první výskyt nebo vymizení živočišných nebo rostlinných druhů z fosilního záznamu, začátek a konec chronozóny magnetické polarity, a nebo závažná zániková událost a nebo anomálie v rozložení prvků, případně jejich izotopů, v sedimentárních horninách jiných časových oblastí. Horní hranice stupně není výslovně definována, ale je jednoznačně určena spodní hranicí následujícího stupně. Jeden stupeň tedy začíná svou bází a končí bázi dalšího, vyššího stupně. Mezinárodně používané chronostratigrafické stupně jsou definovány a ratifikovány Mezinárodní komisí pro stratigrafii (ICS). Stupeň v původním významu je biostratigrafická jednotka definovaná prvním výskytem fosilií určitého rodu. Stupni odpovídá v geochronologii jednotka věk. Vzhledem k tomu, že stanovená stáří hranic chronostratigrafických stupňů se díky jiným nebo novějším metodám mohou stále ještě měnit, je nutno považovat tyto údaje za přibližné.

### Rozdělení
Stupeň představuje nejnižší úroveň v hierarchickém systému chronostratigrafie. Je to základní jednotka. Nejbližší vyšší jednotkou je oddělení, které se většinou skládá z několika stupňů. Stupeň může, ale nemusí, být rozdělen do několika podstupňů. Rozdělení stupně do nižších podstupňů bylo provedeno pouze v několika případech (např. stupeň v juře Pliensbachium, kde existovaly historické důvody).
Dříve byla nejnižší chronostratigrafickou jednotkou chronozóna, v současnosti spadá mezi nehierarchické jednotky. Chronozóny mohou být založeny na různých stratigrafických jednotkách (biostratigrafii, magnetostratigrafii nebo dokonce litostratigrafii).

## Pojmenování
Pojmenování stupňů by mělo být odvozeno na místních jménech (názvů obcí, měst, regionů). V německém jazyce se názvy stupňů tvoří přidáním koncovky - "ium", v angličtině koncovky - "ian", ve francouzštině - "ien". V češtině jsou názvy stupňů bez přípon (např. prag, givet). Pravopis názvu se běžně řídí původním označením z oblasti vymezení, výjimky podléhají schválení České stratigrafické komise (tremadok, caradok). Nejstarší názvy stupňů jsou z první poloviny 19. století. V mnoha případech však stratotyp GSSP není v blízkosti původní typové lokality, která určovala její pojmenování. Důvody pro to mohou spočívat v tom, že se v oblasti původní typové lokality nenachází vhodný profil, který by byl přístupný a také chráněný pro vědeckou činnost. Dalším důvodem může být neúplnost profilu nebo nedostatek fosílií. Termín stupeň byl v minulosti také běžně používaný pro jiné jednotky chronostratigrafie nebo stratigrafie (např. "stupeň Lias": Lias = litostratigrafická jednotka nebo "stupeň Jura": Jura = útvar). Některé chronostratigrafické jednotky dříve řazené jako stupně, byly "povýšeny" na oddělení. (např. Wenlock).

## Regionální a historické stupně
Kromě nyní mezinárodně uznávaných a celosvětově srovnatelných stupňů byla v minulosti definována ještě řada dalších chronostratigrafických stupňů. Důvody těchto návrhů byly rozmanité, stejně jako důvody pro jejich odmítnutí jako mezinárodně schválené nebo jejich snížení na regionální úroveň.

### Historické stupně
Mnoho historických návrhů na stupně se ve vědecké činnosti z různých důvodů neprosadilo. Nejběžnějším důvodem bylo odhalení pozdějšího výzkumu, že typové profily nejsou úplné, nebo že neobsahují žádnou skupinu vůdčích fosilií. Mohou však být často používány v dřívější literatuře a mohou být také nalezeny ve starších geologických mapách. Přesnější korelace těchto starších stupňů s dnešními mezinárodně uznávanými je proto stále nezbytná.

### Regionální stupně
Regionální stupně byly často zavedeny když korelace s mezinárodními stupni nebyla možná nebo jen částečně možná. To bylo například vždy v případě, když se vůdčí fosilie, používané k definování mezinárodního chronostratigrafického stupně v GSSP, v dané oblasti nevyskytují. To se stává například u kontinentálních sedimentů. Zde bylo zavedeno alternativní rozdělení stupňů, které je založeno například v neogénu na pozůstatcích savců (ELMMZ Neogen = European Land Mammal Mega-Zones). Nicméně jsou tyto stupně definovány biostratigraficky, a proto je velmi obtížná metodická korelace s mezinárodními chronostratigrafickými stupni. Ale také důvody politické, národní nebo prostě určitá historická tradice, mohou být důvodem pro zachování regionálních chronostratigraficky nebo biostratigraficky definovaných stupňů. Často používané a dobře definované regionální stupně jsou regionální chronostratigrafické stupně v terciéru: paratethys severoněmecké třetihorní pánve.